# Onthophagus distichus
Onthophagus distichus là một loài bọ cánh cứng trong họ Bọ hung (Scarabaeidae).